# Zegrenses
Les Zegrenses étaient une tribu de Maurétanie Tingitane à l'époque romaine. Cette tribu est mentionnée par le géographe Ptolémée, sous le nom grec de Ζεγρήνσιοι. Elle apparaît aussi sur la Tabula Banasitana, trouvée sur le site de Banasa, inscription qui rappelle l'octroi de la citoyenneté romaine à la famille des Aurelii Iuliani, notables romanisés de cette tribu.

## Situation
Le texte de Ptolémée amenait à situer traditionnellement les Zegrenses dans le Haouz, entre le Haut Atlas et l'oued Tensift. La découverte de la Table de Banasa en 1957 a conduit à rectifier les indications de Ptolémée, fort imprécises en ce qui concerne la Tingitane : les Zegrenses étaient installés beaucoup plus au nord, dans la province romaine. Maurice Euzennat propose de les situer sur les pentes méridionales du Rif au nord de l'oued Ouargha. 